# Герб Баку
Герб Баку — официальный геральдический символ города Баку, столицы Азербайджана. Первый герб города был утвержден в 1840 году, изменялся в 1890, 1967 и 2001 году.

## Описание и символизм
Герб Баку представляет собой французский геральдический щит, основное поле которого окрашено светло-синим цветом (символ мира и ясного неба). На щите изображены три золотых факела (символ Страны Огней). В нижней части герба размещаются: одна полоса черного цвета, показывающая наличие нефти, и три волнообразные горизонтальные полосы бирюзового цвета, олицетворяющих воды Каспийского моря. Щит по периметру окружен тонким золотым контуром.

## История
21 мая 1843 года вместе с другими гербами Каспийской области утверждён герб Бакинского уезда:
«В верхней половине щита, в золотом поле, часть герба Каспийской области; в нижней, которая имеет голубое поле и разделяется на две части, в одной части, с левой стороны изображен навьюченный верблюд и по бокам его стебли шафрана с цветами, в знак того, что жители промышляют перевозкою тяжести и с успехом занимаются разведением шафрана; в другой части, с правой стороны, брошенный в землю якорь, означающий, что Баку имеет хороший рейд.»
16 марта 1883 года в рамках геральдической реформы Б. Кёне город получил новый герб на основе герба Бакинской губернии:
«В чёрном щите три золотых пламени, 1 и 2. Щит увенчан золотою башенною о трех зубцах короною и окружен двумя золотыми колосьями, соединенными Александровскою лентою.»
14 апреля 1967 года исполкомом Бакинского городского Совета депутатов трудящихся утвердил «Советский» герб: «Герб представляет собой щит, пересеченный снизу волнистой линией. Подножие щита бирюзового цвета, по которому в 2 ряда размещены по 5 волн золотистого цвета. В основном поле щита на черном фоне помещены 3 пламени золотистого цвета (одно вверху, а 2 внизу). Щит окаймляется рамкой золотистого цвета. Цвета поля щита, 3 пламени и их цвет сохранены от герба, утвержденного в 1883 г. в новом гербе изображение пламени более стилизованно. Бирюзовый цвет подножия щита и золотистые волны символизируют географическое расположение города на берегу Каспийского моря».
- Герб 1843 года из гербовника П. фон Винклера с описанием
- Герб 1843 года из книги Сперансова Н. Н. Земельные гербы России XII-XIX вв.
- Герб 1883 года
- Герб 1967 года